# Bob Willoughby
Robert Hanley 'Bob' Willoughby (30. Juni 1927 in Los Angeles; † 8. Dezember 2009 in Vence) war ein US-amerikanischer Fotograf. Willoughby hat über 150 Hollywood-Filme durch Fotografien der beteiligen Stars, Regisseure und durch Szenen von Set und vom Background dokumentiert. Das Popular Photography Magazine nannte ihn “ […] der Mann, der praktisch das fotojournalistische Filmstill für Hollywood-Filme erfunden hat”

## Leben und Werk
Willoughby besuchte die Alexander Hamilton High School in Los Angeles.

Zu seinem zwölften Geburtstag erhielt er eine preiswerte Argus C3-Kamera. Erste technische Fertigkeiten erwarb er sich autodidaktisch bei einem Fotografen in der Nachbarschaft. Willoughby, der dort einen Job als Babysitter hatte, durfte dessen Dunkelkammer benutzen.
Nach Abschluss der Highschool studierte er Cinematography an der USC School of Cinematic Arts in Los Angeles und Design bei Saul Bass am Kann Institute of Art in West-Hollywood. Während des Studiums hatte er Kontakte zu dem Fotografen Paul Hesse (1896–1973), der seit den 1920ern bis in die 1940er Jahre als Werbe- und Glamourfotograf für Filmgesellschaften arbeitete und bei dessen Atelierpartner Wallace Seawel (1916–2007). Wallace Seawel war ein gesuchter Porträtfotograf von Kino- und Bühnenstars, Künstlern und Politikern. In seiner Freizeit fotografierte Willoughby Jazzmusiker und Varietétänzerinnen.
Ein Mitarbeiter der Fotoagentur Globe Photo Agency sah durch Zufall seine Fotos und brachte ein Portfolio zu Harper’s Bazaar. Daraufhin erhielt er den Auftrag, für das Magazin kulturelle Ereignisse in Los Angeles zu fotografieren.

### Hollywood
1953 erhielt er von den Paramount-Studios einen Auftrag für Publicity-Fotos von Audrey Hepburn. Hepburn war damals noch eine unbekannte Schauspielerin, die mit ihrem ersten Hollywood-Film Ein  Herz und eine Krone gleich einen Oscar gewann. Aus dem ersten Fotoshooting mit dem damaligen Starlet entwickelte sich eine Freundschaft zwischen Star und Fotograf, die bis zu Audrey Hepburns Tod Bestand hatte. Audrey Hepburn war über Jahre Willoughbys bevorzugtes Fotomotiv. Fotos, die seit dieser Zeit entstanden, Glamour- und Werbeotos und solche, die sie am Set und in privatem Umfeld zeigen, fanden Eingang in Galerien und Museen sowie in mehrere Bildbände. Sie werden bis heute auf Wanderausstellungen gezeigt.

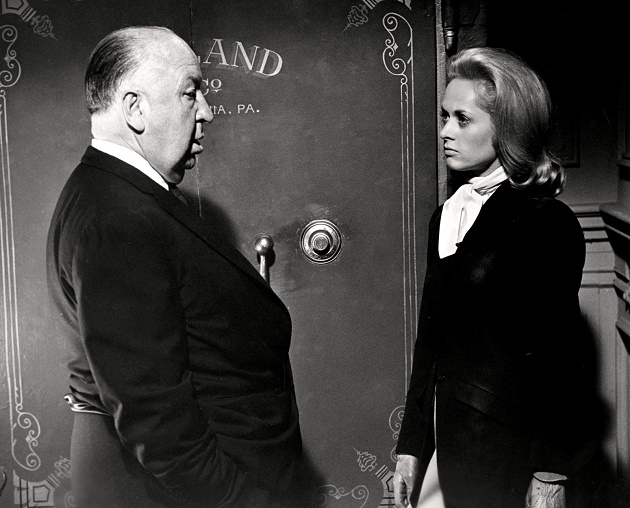
Alfred Hitchcock und Tippi Hedren am Set von Marnie, Foto: Bob Willoughby

1954 erhielt er eine Anfrage von Warner Brothers, ob er Judy Garland auf dem Set von A Star is Born fotografieren wolle. Das war das erste Mal, dass ein Studio einen Fotografen dauerhaft am Set zuließ, der Fotos eigens für einen Film, die anschließend an die Presse verkauft werden sollten, produzieren sollte. Mit Judy Garland kam er zu seinem ersten Titelfoto von Life, für Judy Garland war es das Zweite. Das war der Anfang einer über 20 Jahre dauernden Zusammenarbeit mit allen großen Hollywood-Studios. Ein Großteil seiner besten Arbeiten drehte sich um Stars wie Audrey Hepburn, Frank Sinatra, Elizabeth Taylor oder Marlene Dietrich.
Ein zweiter Schwerpunkt seiner Fotografie waren Bilder von Regisseuren bei der Arbeit mit ihren Stars, die durch häufige Reproduktionen einen hohen Bekanntheitsgrad erreicht haben. Dazu zählen Fotografien mit John Cassavetes, George Cukor, Blake Edwards,  Alfred Hitchcock, Clifford Odets, Roman Polanski, Sydney Pollack, Otto Preminger, Billy Wilder oder Fred Zinnemann.

### Technische Innovationen
Willoughby entwickelte eine Reihe von fototechnischen Neuerungen, die ihm die Arbeit mit der Kamera erleichterten. Er entwarf eine Halterung, um die Standbildkamera direkt auf der Filmkamera zu befestigen, damit Stills aus derselben Perspektive wie der Film aufgenommen werden konnten. Um Kamerageräusche am Set zu minimieren, finanzierte er die Konstruktion einer schallgeschützten Kamera und setzte radiogesteuerte Kameras ein.

### In Europa
1972 zog er mit seiner Familie nach Kilbrittain Castle in Courtmacsherry Bay im Süden von Irland, wo er die nächsten 17 Jahre lebte.
In Irland wurde die Landschaftsfotografie zu seinem neuen Thema. Außerdem beschäftigte er sich mit altirischer Poesie, die er ins Englische übersetzte. Das Buch „Irish poetry. Voices From Ancient Ireland“, das er mit Landschaftsaufnahmen illustrierte, ist das Ergebnis dieser Arbeiten. In den frühen 1990ern verkaufte er das Schloss an einen Neffen von Walt Disney und verlegte seinen Hauptwohnsitz nach Vence in Südfrankreich, wo er 2009 verstarb. Willoughby war verheiratet und hatte vier Kinder.

## Auszeichnungen
2004 wurde er in New York mit dem Lucie Award für Outstanding Achievement in Still Photography for Motion Pictures ausgezeichnet.

## Sammlungen (Auswahl)
Willoughbys Fotos befinden sich u. a. in folgenden Museen:
National Portrait Gallery in Washington, D.C.; National Portrait Gallery in London; National Museum of Photography in Bradford, UK; Bibliothèque Nationale de France in Paris; Musée de la Photographie in Charleroi, Belgien; Academy Museum of Motion Pictures in Beverly Hills, CA.; Museum of Modern Art, Film Department, New York City; Metropolitan Museum of Art, New York City; Tate Gallery in London; Musée de la Photographie Charles Nègre in Nizza.

## Ausstellungen (Auswahl)
Willoughbys Fotos wurden in über 500 Ausstellungen in 53 Ländern gezeigt.
- 2006: Bob Willoughby, Liz Talor. Ludwig Museum Koblenz
- 2010:  Bob Willoughby's Hollywood. Filmfestspiele von Cannes, Patio Canal+[9]
- 2012: Bob Willoughby: The Silver Age of Hollywood. Proud Chelsea Gallery, London[10]
- 2018: Bob Willoughby exhibition: Audrey & Marilyn. TimeOut, Tokio
- 2018:  'Shooting Stars’- an exhibition of iconic images of Hollywood’s Golden Age by Bob Willoughby. ElliottHalls, Amsterdam
- 2019: Audrey.  F11 Foto Museum, Hong Kong
- 2022: Hollywood's Golden Age, by Phil Stern and Bob Willoughby, Fahey/Klein Gallery, New York[11]

## Kunsthandel
Fotografien von Bob Willoughby erreichen bei Auktionen Preise bis zu 4.000 bis 5.000 Euro.